# Rhamdia humilis
Rhamdia humilis är en fiskart som först beskrevs av Günther, 1864.  Rhamdia humilis ingår i släktet Rhamdia och familjen Heptapteridae. Inga underarter finns listade i Catalogue of Life.